# 嫌われ松子の一生
『嫌われ松子の一生』（きらわれまつこのいっしょう）は、山田宗樹の小説。後に映画、テレビドラマ、舞台化された。本項では原作について説明する。

## 概要
ある事件で中学教師の職を追われた女性が、過酷な運命に翻弄されながらも愛を求め、まっすぐに生きた人生を描いたミステリー。小説では女性の甥が、彼女の知り合いである元殺人犯の男やかつての友人に出会い、女性の生涯を炙り出しており、二人の視点から見た物語が交互に進められている。
2003年に幻冬舎より発表され、文庫も含め発行部数は公称120万部。
2006年には、原作を読み感銘を受けたという中島哲也監督によって映画化。原作とは異なる視点からの物語を描いた。2006年10月から内山理名主演でテレビドラマ化されている。
2010年4月には葛木英の脚本・演出により長谷部優主演で舞台化、2016年には乃木坂46の桜井玲香と若月佑美のダブルキャストによる主演で舞台化作品が上演された。2019年には森岡利行の脚本・演出により階戸瑠李主演で舞台化した。また、2012年に学生演劇も行われている。

## あらすじ
東京で生活している大学生・川尻笙は、突然上京してきた父・紀夫から、三十年前に家を飛び出した伯母・川尻松子が、最近東京で殺害されたことを聞かされる。父からの依頼で松子が住んでいたアパートに出向き、部屋の後始末をすることになった笙と恋人の渡辺明日香は、松子がどのような生活をしていたのかに興味を持つ。そして、警察が松子殺しの犯人として追いかけていた、元殺人犯の男と出会うことから、松子が歩んできた壮絶な人生を知ることになる。

## 登場人物
年齢は原作の舞台になっている2001年7月現在のもので、映画およびテレビドラマでは設定が異なる個所がある。

### 主要人物
川尻 松子（かわじり・まつこ）
本作の主人公。53歳。東京のアパートそばの河原で遺体で発見された女性。周囲の住民からは「嫌われ松子」と呼ばれていたが、実は壮絶な人生を送っていた。詳細は該当項目を参照。
川尻 笙（かわじり・しょう）
松子の甥。19歳。東京で大学生活を送っている。伯母の存在を知らず、他人同然と思っていたが、警察が松子殺しの犯人として追いかけていた男と遭遇したことから、松子が歩んできた人生をたどることになる。松子の人生を知るうちに、彼女に対する気持ちの変化が起き、自分の人生を見つめなおしていく。最終章では被告人の初公判を傍聴。被告人の発言に逆上し、退廷を命じられた。実は5歳の時、松子が15年ぶりに帰郷したときに一度だけ会ったことがある。
なお、小説では松子の人生をたどる現在シーンの語り部で、もう一人の主人公として描かれているが、映画やテレビドラマでは松子の人生にスポットライトを当てている関係で、存在が薄くなっている。
龍 洋一（りゅう・よういち）
45歳。松子が中学校の教師をしていたころの教え子であり、最後の恋人。松子を不幸と転落の人生へと導いた元凶の一人。笙にとっては中学校の先輩にあたる。現在は教会で牧師の手伝いをしている。松子殺しの容疑で追いかけられており取調べを受けたが、アリバイが成立して釈放されている。松子が死んだことにとてもショックを受けていて、最期を遂げたアパートの中で慟哭していた。
幼い頃に父親が不審な死を遂げていて、母の手ひとつで育てられた。血の繋がりがない妹がいる。人となじめない性格で仲間から外れて行動していた。中学生のころには、問題児の烙印をおされて、修学旅行のときに、松子が教師の座を追われる原因となった窃盗事件を起こす。家にきて白状するよう促した松子に対してシラをきり、松子が脅迫してきたと学校に通報する（これが原因で松子は職を追われる）。その後は傷害事件を起こして少年院に入り、出所後は東京で覚醒剤の密売をするなど、極道を歩む。一方で密売の現場を押さえられたことから、スパイとして厚生省の麻薬取締役官（池谷）に報告を入れ、自らも覚せい剤を使用していた。組長の愛人が行きつけていた美容室「あかね」で松子と偶然再会、自分が松子をとても愛していることを告げ同棲生活をはじめるが、松子に覚醒剤の密売をしていることを突き止められ、気絶するまで暴力をふるってしまう。それでも自分と過ごすことを選んだ松子に心を動かされ、密売から足を洗う決意をするが、スパイであることが組織にばれて、追われる身となる。殺される寸前で警察につかまることで組織からは逃れられたが、出所を待っていた松子の一途さに恐ろしさを感じて、松子から離れる。心の弱さから再び覚醒剤に手を染めて、妄想の中、人生を狂わせた張本人である田所文夫を殺害、14年間服役する。面会に訪れた田所の孫娘の言葉に戸惑いを覚えるも、聖書に書かれていた言葉の真意を、教誨（刑務所の宗教教育）の牧師に諭されて、田所の孫娘や松子に神が宿っていたことを悟る。出所後は松子を探して人生を狂わせたことへ謝罪をするために、内田あかねを通して、沢村めぐみに会うが、松子が住んでいる場所は突き止められなかった。最終章では被告人の初公判を笙とともに傍聴している。
渡辺 明日香（わたなべ・あすか）
笙の恋人。19歳。長野出身。笙の話では、声がそっくりの姉がいる。生化学の講義でメモを英語でとっていたのを笙に見られ、そのころからの付き合い。半同棲生活を送っている。松子の存在を知って以降、松子の人生を知りたいと思うようになり、笙に対する態度が変わってしまう。しかし、洋一が落としていった聖書を教会に届けにいって、お祈りを捧げたあとで、突然帰郷する。
実は幼少のときに母親が蒸発しているので、自然に松子と自分の母親をダブらせて考えていた。数日後に東京に戻って来るが、そこで自分の夢である医者になるために、今の大学をやめて医学部を受け直して、笙と別れることにした。
洋一とは最初に遭遇して以来、一度も会っていない。
沢村 めぐみ（さわむら・めぐみ）
49歳。旧姓は東（あずま）。アダルトビデオに出演するタレントを抱える芸能事務所「サワムラ企画」の取締役社長。2児の母親でもある。見た目は30歳くらいに見えるという。20代に傷害の罪で和歌山の女子刑務所に服役。松子とは同じ雑居房にいたことがあり、そのころからの親友。刑務所では男役として人気があり、ラブレターを多くもらっていた。看守に見つかっても誰からもらったかを決して語らなかったため、懲罰房行きになることもあった。
出所後はモデルおよびダンサーとして活動し、タレント事務所と契約。この事務所の社長と結婚する。事務所が軌道に乗るまでは、秘書としてマネージメントをする一方、水沢葵（みずさわ・あおい）の芸名でAV女優として破格のギャランティをもらう。夫を病気で亡くした後は自らが社長となり、辣腕を振るっている。出所後の松子とは「あかね」で再会。松子を美容師として高く評価していたが、洋一に暴力をふるわれ、美容院を休みがちになった松子のアパートを訪れた際に、喧嘩別れしてしまう。松子が死んだ当日、病院で18年ぶりに偶然再会した時に専属の美容師として雇おうと名刺を渡す。松子を最後まで信じていた人物である。
内田 あかね（うちだ・あかね）
美容室「ルージュ」オーナーで創業者。60歳は超えていると思われる「大先生」。以前は「あかね」という名前の店名で、松子を雇っていたことがある。受刑者が職業訓練に使っている美容室と同じ名前であったため、受刑者がよく訪れていたという。
親会社の方針が気に入らず、一人パリで修行を積む。カットコンテストの常連で何度も優勝したことがある。松子が店にきた当時はスタッフの募集はしていなかったが、松子の熱意に押され、テストを行い採用した。前科持ちであったことで断ろうとは決して思っていなかった。美容室を休みがちになった松子を訪ねにアパートを訪れ、部屋が荒らされているのを発見、その後松子が逮捕されてしまい、以降関係は切れている。その後、松子を捜していた龍洋一を不憫に思い、沢村めぐみに連絡していた。
川尻 紀夫（かわじり・のりお）
笙の父親。51歳。松子の弟。現在も大野島で生活している。若い頃は違ったが、現在は笙や兄弟、両親と異なり、筑後弁を使用している。松子の事に関しては、「どうしようもない姉」と語ったきり、多くを話そうとはしなかった。
松子が家を出た後、家庭が崩壊していくのを目の当たりにしており、結婚して家庭を作り直そうとする。松子が八女川と生活していた当時、金を工面するためデパートの屋上で再会するが、そこで父・恒造が亡くなったことを話し、手切れ金を渡し、松子との縁を切る。また、松子が40歳の時にアパートを追われ大野島に戻ってきた際は、佐賀駅に車を飛ばし、冷たく追い返してしまう。家族の誰にも松子の存在をいないことにしていた（紀夫の妻・つまり笙の母は、雄琴に行く前の松子に会っている）。

### 川尻家
川尻 恒造（かわじり・こうぞう）
松子の父。市役所の総務課に勤めていた。久美が大病を患ったあとは滅多に笑わなくなり、久美のことを気にかけ、松子には厳しくあたってしまう。しかし、実際は久美だけでなく松子のことも気にかけており、ひそかに日記をつけ、松子からの連絡を待っていた。松子が失踪して三ヵ月後、脳卒中で倒れ亡くなった。享年51歳。
川尻 多恵（かわじり・たえ）
松子の母親で専業主婦。松子が出て行った後は老け込んだが、紀夫、紀夫の妻、笙（5歳の頃）と暮らしていた。現在も生きているのかどうか小説では明らかにされていない（ドラマでは健在である事が明示されている）。
川尻 久美（かわじり・くみ）
松子と紀夫の妹。3歳の時に大病を患い、入退院を繰り返していた。松子をとても慕っていたが、松子が家を出たあと、精神的ショックから病気になる。以後は紀夫の家族とともに過ごしており、笙が5歳のときまで一緒に生活していた。14年前（34歳くらい）、肺炎を起こし亡くなる。松子にとっては両親の愛を独占された相手であるとともに、最後にすがりたい相手でもあった。最期の言葉は、「姉ちゃん、おかえり」。

### 松子と関係を持った男たち
八女川 徹也（やめかわ・てつや）
蒸発した後、松子が最初に好きになった男。太宰治が玉川上水に入水した翌日に生まれていることと、『人間失格』を読んで、太宰治の生まれ変わりと思い込んでいる。松子がパーラーのウェイトレスをしていたころの常連で、松子の部屋に上がりこみ同棲を始める。アルバイトを辞め、文学一筋に生きることを決意するが、定職につかず、松子をソープランドで働かせようとしていた。また、酒癖が悪く、松子にしばしば暴力を振るっていた。その文才には岡野も嫉妬していたほどだったが、松子がお金を工面した当日、電車に飛び込み自殺した。
岡野 健夫（おかの・たけお）
八女川の親友かつライバル。会社員。婿養子に入っており、旧姓は菅野（すがの）。二浪していたため八女川よりは年上。八女川とは大学時代に文学を通じて知り合う。三島由紀夫の作品にのめりこんでいた。仕事をしながら執筆を行っていたが、八女川に負けていると感じ嫉妬する。定職につかず、松子を働かせようとする八女川と別れるよう松子に忠告していた。八女川の死後、後追い自殺も考えていた松子の心の支えとなるが、やがて不倫関係となる。しかし、松子が約束を破り岡野の家に行ったことから、関係が妻にばれてしまい、松子に金を渡し一切の縁を切る。実際には松子を愛していたのではなく、八女川への嫉妬から、八女川を愛した松子を自分の物にしようと考えていただけだった。
小野寺 保（おのでら・たもつ）
松子がソープ嬢として働いていた店の常連で、松子をよく指名していた。松子と組んで雄琴（滋賀県）で生活、運転手兼ボディーガードとなる。覚せい剤を常用していた。松子が稼いだ金を山科に住む女に貢いでいたことが発覚。松子を食い物にしているだけだった。覚せい剤を打とうとして、包丁をもった松子にもみ合いになり、松子の手首を締め上げた際に、落とした包丁の切っ先が足の甲に刺さる。身動きの取れない状態で松子にとどめを刺された。死亡時の年齢は31歳。
島津 賢治（しまづ・けんじ）
理容室を経営。自殺を図ろうとした松子に声をかける。三年前に妻と子供を事故で亡くしている。実家は祖父の代からの床屋だったため、若い頃から床屋一筋で働いていた。十四、五年前に家を飛び出したきりだが、親のことを心配している。松子にプロポーズをしたが、直後に松子が警察に逮捕（小野寺殺害の件）されてしまう。8年後に松子が出所していたときにはすでに再婚、子供もおり理容室も大きくなっていた。

### 「白夜」の人物
中洲の南新地にあるソープランドの店。マネージャーの方針で基本的に素人は雇わず、お眼鏡にかなった人物だけが働くことができた。
赤木（あかぎ）
「白夜」マネージャー。昭和一ケタうまれ。かつて結婚していたが、妻に先立たれている。ソープランドを究極のサービス業と考える男。松子の新人研修で練習相手を務めたが、そこで思わず射精してしまう（練習相手が射精するのは御法度とされている）。後に経営方針の違いで社長と争い、店をやめ、北海道の八雲で地味に過ごす。風俗の世界で働いていた人間の割にかたくななところがあり、松子のことを気にかけていたが、口に出せずにいた。松子に、スミ子が刺し殺されたことを話した際に連絡先を知らせていたが、松子が小野寺を殺害後、メモを捨ててしまい、連絡は取れずじまいになった。スピンオフ短編作『八雲にて』では、「白夜」での松子との出会いと別れを回想しながら語る赤木の晩年の様子が描かれている。
斉藤スミ子（さいとう・すみこ）
「白夜」で働いていた先輩ソープ嬢。当時28歳。源氏名は綾乃（あやの）。「白夜」で一番の人気と実力があった。松子に「雪乃」という源氏名をつけ、中州でナンバーワンのソープ嬢に育てる。2輪車のプレイでは松子をパートナーに指名していた。もともとは千葉で人気のソープ嬢であったが、赤木の引き抜きに応じて「白夜」に来ている。赤木が店をやめた1週間後、地元・仙台で小料理店を開き、幸せな日々を過ごすことを夢に自らも店をやめるが、恋人である浅野に殺害される。
吉富（よしとみ）
赤木がやめたあとの「白夜」マネージャー。日本人離れした顔立ちで若く見えるが、腹が出ている。赤木の経営方針を変え、素人のソープ嬢を積極的に採用する。
レイコ
吉富がマネージャーになったあとで採用されたソープ嬢。当時20歳。長身で童顔。ソープ嬢歴のない素人の女子大生。松子曰く、客の前には出せないタイプのようであったが、予想に反して反応がよく、松子やスミ子の客をも取り込んで、1ヵ月後にはナンバーワンになる。
浅野 輝彦（あさの・てるひこ）
「白夜」従業員。床磨きなどを行っていた。仕事振りはまじめだが、寡黙な人物。スミ子が店を辞めると同じタイミングで店にこなくなる。店をやめたあと、スミ子と付き合っていたが、覚せい剤に手を出してしまい、スミ子を殺害してしまう。

### 女子刑務所の人物
牧野 みどり（まきの・みどり）
30歳くらい。覚醒剤使用の罪で服役。そのためか、顔色も悪く、頬が病気のように痩せており、前歯がない。出所して最初にしたいことは「シャブ一発」で、シャブを使いつづけることを決めていたが、仮出所後に亡くなったらしい。
遠藤 和子（えんどう・かずこ）
40歳くらい。結婚詐欺で服役しているが、牧野みどり曰く、「この顔でひっかかる男がいるなんて信じられない」というほどの顔。「世の中最後はカネ」という考えをもっている。牧野みどりとは漫才のような掛け合いになり、みどりのボケにツッコミを入れていた。
真行寺 るり子（しんぎょうじ・るりこ）
40歳くらい。3歳の息子を殺害した罪で服役。生気のない顔立ちをしている。話に参加せず、黙って俯いてばかりいた。なお、原作では刑務所で自殺はしておらず、松子が脱走未遂事件を起こしたときには、仮釈放の審理を終え、社会生活に出るための準備に入っていた。
瀬川（せがわ）
40代半ばくらい。松子が服役していた女子刑務所の保安課課長。規律を破っていないかを見ている。
清水 麻子（しみず・あさこ）
40代過ぎの女性。独身。刑務所の中でも一番の美人。分類課課長。

### 大川第二中学の人物
田所 文夫（たどころ・ふみお）
大川第二中学校校長。校長在任時50歳。松子を不幸と転落の人生へと導いた最大の元凶。のちに県議会議員になり、龍洋一が服役していた刑務所の視察にもくる。松子と佐伯俊二との関係を疎ましく思っており、修学旅行の下見で松子に淫らな行為（レイプ未遂事件）をする。この件で確執が生じ、後に起きる現金盗難事件で松子に辞職願いを出すように言いつける。1987年9月、自宅前で龍洋一に射殺される。
一方では、孫娘を親代わりに面倒を見ていたという一面も持っていた。
杉下（すぎした）
大川第二中学校教頭。現金盗難事件で罪を被った松子に対して、事件そのものがなかったように工作しようとしたが、旅館側からの電話で工作が裏目にでてしまう。挙句、自分の立場を考えて、校長の前では手のひらを返して松子がやったように証言し、松子のその後の運命を決定づける引き金を引いた。
佐伯 俊二（さえき・しゅんじ）
大川第二中学校で3年1組の担任を勤めていた。独身。松子が教師をしていた当時26歳。笑い声は隣のクラスに聞こえるほど大きい。松子とデートの約束をするなど仲がよかったが、現金盗難事件を機に関係は急速に冷えていき、最後は完全に無視を決め込んでいた。原作では小柄な体つきとされているが、映画・ドラマともに長身の俳優がキャストされた。
金木 淳子（かなき・じゅんこ）
佐伯俊二が担任をしていた3年1組の生徒。松子とはよく話をする関係だった。当時、龍洋一のことを思っていた。
藤堂 操（とうどう・みさお）
保健室の職員(養護教諭)。40代。生涯独身を決意している。現金盗難事件の際に、その場を取り繕おうとした松子に財布から金を取られてしまう。松子が龍洋一から取り上げた成人雑誌を食い入るように見つめていた。

### その他
大倉 脩二（おおくら・しゅうじ）
年齢は明かしていない。松子の部屋の隣に住んでいたが、話したこともなく、松子のことをよく思っていなかった。何かと笙にちょっかいを出す。湘南ではちょっとした顔になっているサーファー。映画とドラマでは松子と同じアパートに住んでいるという設定を残し、風貌や職業は大きく変更された（映画ではヘヴィメタルロッカー、ドラマでは無精髭のフリーター）。
前田 継男（まえだ・つぐお）
「マエダ不動産」主人。自称旭町商店街のお祭り男。
汐見（しおみ）
松子殺しの犯人を探しているベテラン刑事。登場するのは龍洋一の写真を持ってアパートに来たときのみ。
後藤（ごとう）
汐見とともに松子殺しの犯人を探している若手刑事。サングラスにジーンズという変わったいでたちをしている。以降事件の進展があったとき、笙に連絡している。
島崎（しまざき）
沢村めぐみの運転手。めぐみからの質問に即答している。

## 書籍
- 嫌われ松子の一生（2003年1月16日、幻冬舎、ISBN 4344002857）
- 嫌われ松子の一生（2003年6月30日、幻冬舎新書、ISBN 4344009142）
- 嫌われ松子の一生 上・下（2004年8月2日、幻冬舎文庫、ISBN 4344405617 / ISBN 4344405625）
- ゴールデンタイム -続・嫌われ松子の一生（2006年5月17日、幻冬舎、ISBN 4344011538）
- ゴールデンタイム -続・嫌われ松子の一生（2008年10月10日、幻冬舎文庫、ISBN 978-4344412163）- 「白夜」のマネージャー赤木の晩年を描いた「八雲にて」を追加収録。

漫画
原作：山田宗樹、作画：空知周太郎
- 幻冬舎コミックス（2006年3月24日、ISBN 978-4-344-80720-4）
- 幻冬舎コミックス漫画文庫（2007年12月21日、ISBN 978-4-344-81186-7）

## 舞台

### 葛木英版
脚本・演出は葛木英が担当。
- 嫌われ松子の一生（初演）
  - 2010年4月に青山円形劇場で上演。主催：日本テレビ、ネルケプランニング、フォーピース。
  - 主演は長谷部優。

- 嫌われ松子の一生（再演）
  - 2016年9月 - 10月に品川プリンスホテル クラブexで上演。主催：ネルケプランニング。
  - 主役の川尻松子 役を当時乃木坂46の桜井玲香と若月佑美がダブルキャストで主演[2]。
  - 同じ脚本を2つのバージョンで上演し、「赤い熱情篇」を桜井が、「黒い孤独篇」を若月がそれぞれ務める[2]。

### 入谷梨香版
脚本・演出は入谷梨香が担当。2012年11月に人間座スタジオで上演。京都の学生劇団による公演。本公演のキャストは記載しない。

### 森岡利行版
STRAYDOGの主催で、森岡利行が脚本・演出を担当。2019年2月にシアターグリーン BIG TREE THEATERで上演。キャストの2名記載の場合はダブルキャスト。また、アンサンブルを兼ねている者もいる。
2023年11月にシアターグリーンBIG TREE THEATERで再演された。主演のキャスト以外の役名は不明。

### キャスト一覧
|             | 葛木英 版      | 葛木英 版          | 森岡利行 版       | 森岡利行 版 |
| 2010年      | 2016年         | 2019年             | 2023年            |             |
| ----------- | -------------- | ------------------ | ----------------- | ----------- |
| 川尻 松子   | 長谷部優       | 桜井玲香 若月佑美  | 階戸瑠李          | 広山詞葉    |
| 龍 洋一     | 木村了         | オレノグラフィティ | 菊田大輔          | 八神蓮      |
| 岡野 健夫   | 津田健次郎     | 岡田達也           | 中村優希 田嶋高志 | 不明        |
| 小野寺 保   | 森山栄治       | 堀越涼             | 青山隼 山本佳志   | 不明        |
| 島津 賢治   | 大堀こういち   | 藤田秀世           | 石田太一 お宮の松 | 不明        |
| 赤木        | 今奈良孝行     | なだぎ武           | 大江裕斗 松谷鷹也 | 不明        |
| 八乙女 徹也 | KEIJI（EXILE） | 吉川純広           | 白石惇也 那智     | 不明        |